# Place Ville-Marie
Place Ville-Marie ist ein Wolkenkratzer in Montreal. Er befindet sich im Stadtzentrum an der Kreuzung von Boulevard René-Lévesque und Rue University. Mit einer Höhe von 188 Metern und 47 Stockwerken ist er das vierthöchste Gebäude der Stadt. Der Wolkenkratzer im internationalen Stil besitzt einen auffälligen kreuzförmigen Grundriss. Zum Zeitpunkt der Eröffnung im Jahr 1962 war er das höchste Gebäude der Stadt und ganz Kanadas.

## Geschichte
Das Grundstück, auf dem das Gebäude steht, war ursprünglich ein breiter Einschnitt an der Flanke des Mont Royal, in dem die Eisenbahnstrecke der Canadian National Railway zwischen dem Hauptbahnhof und dem Südportal des Mont-Royal-Tunnels verlief. Ein Großteil des Gebäudes entstand somit über den Gleisen. Das gesamte Gelände gehörte der Bahngesellschaft, mit Ausnahme des ehrwürdigen St. James Club, in dem die anglophone Elite der Stadt verkehrte. Bürgermeister Jean Drapeau ordnete die Enteignungen und den Verkauf an den Bauunternehmer William Zeckendorf an.
Hauptarchitekt war Henry N. Cobb, der von Ieoh Ming Pei und Dimitri Dimakopoulos unterstützt wurde. Der Entwurf wurde von Anfang an kontrovers diskutiert, aufgrund der Nähe zu zahlreichen Montrealer Sehenswürdigkeiten und der enormen Veränderungen, die er im Stadtzentrum mit sich bringen würde. Gemäß dem Designhistoriker Mark Pimlott war der „radikalste Aspekt jener, dass fast die Hälfte der Fläche von 280.000 Quadratmetern unterhalb des Straßenniveaus lag… Daraus ergab sich der unbestreitbare Vorteil, vor dem extremen Winter- und Sommerklima Montreals geschützt zu sein.“
Die Bauarbeiten begannen 1958. Zum Zeitpunkt der Eröffnung am 13. September 1962 war Place Ville-Marie das höchste Gebäude der Stadt und Kanadas, aber auch das höchste Gebäude in einem Commonwealth-Land und gemessen an der Nutzfläche das weltweit größte Bürogebäude. Den Namen hatte Jean Drapeau persönlich bestimmt, in Erinnerung an das Fort Ville-Marie, die erste französische Siedlung auf dem Stadtgebiet. Während der Bauphase entschieden sich die Verantwortlichen, drei zusätzliche Stockwerke zu errichten, damit das Gebäude nicht vom ebenfalls im Bau befindlichen Tour CIBC übertroffen würde. Place Ville-Marie blieb aber nur bis 1964 das höchste Gebäude der Stadt, danach wurde er vom Tour de la Bourse überragt.

## Bauwerk
Die Bezeichnung Place Ville-Marie wird üblicherweise nur für das kreuzförmige Gebäude verwendet, der Komplex umfasst aber auch drei niedrigere Hochhäuser, die 1963/64 errichtet wurden, sowie einen großen Platz dazwischen. Der Platz befriedigte das Bedürfnis nach einer großen, öffentlich nutzbaren Fläche im Stadtzentrum und entwickelte sich über die Jahre zu einem beliebten Ort für politische Kundgebungen. Hauptmieter sind die Royal Bank of Canada (im Hauptgebäude) und die Eisenbahngesellschaft VIA Rail (im Gebäude Place Ville-Marie 3). In den 1970er Jahren hatte auch Air Canada hier seinen Hauptsitz.
Auf dem Dach ist eine Leuchtboje installiert, die von Sonnenuntergang bis Sonnenaufgang in Betrieb ist. Sie benötigt jeweils 32 Sekunden für eine Umdrehung und ist bis in eine Entfernung von 58 Kilometern sichtbar. Im obersten Stockwerk befindet sich das Restaurant Altitude 737 (benannt nach der Meereshöhe in Fuß), zu dem auch eine Terrasse und eine Diskothek gehören. Zum zehnjährigen Jubiläum des Gebäudes wurde 1972 auf dem Vorplatz ein von Gerald Gladstone entworfener Springbrunnen mit einem Durchmesser von elf Metern enthüllt. In der Weihnachtszeit wird dort seit 1966 ein künstlicher Weihnachtsbaum aus Eisendrähten und LED-Leuchten aufgestellt. Das Einkaufszentrum unter dem Place Ville-Marie ist in die weitläufige Untergrundstadt integriert und ist deren ältester Bestandteil. Von dort aus gelangt man witterungsgeschützt zu zahlreichen benachbarten Gebäuden und zu mehreren Stationen der Metro.